# بولوني
بولوني هي مدينة من مدن أوكرانيا. يبلغ عدد سكانها 23211 نسمة وذلك حسب إحصائيات سنة 2001.

## معرض صور

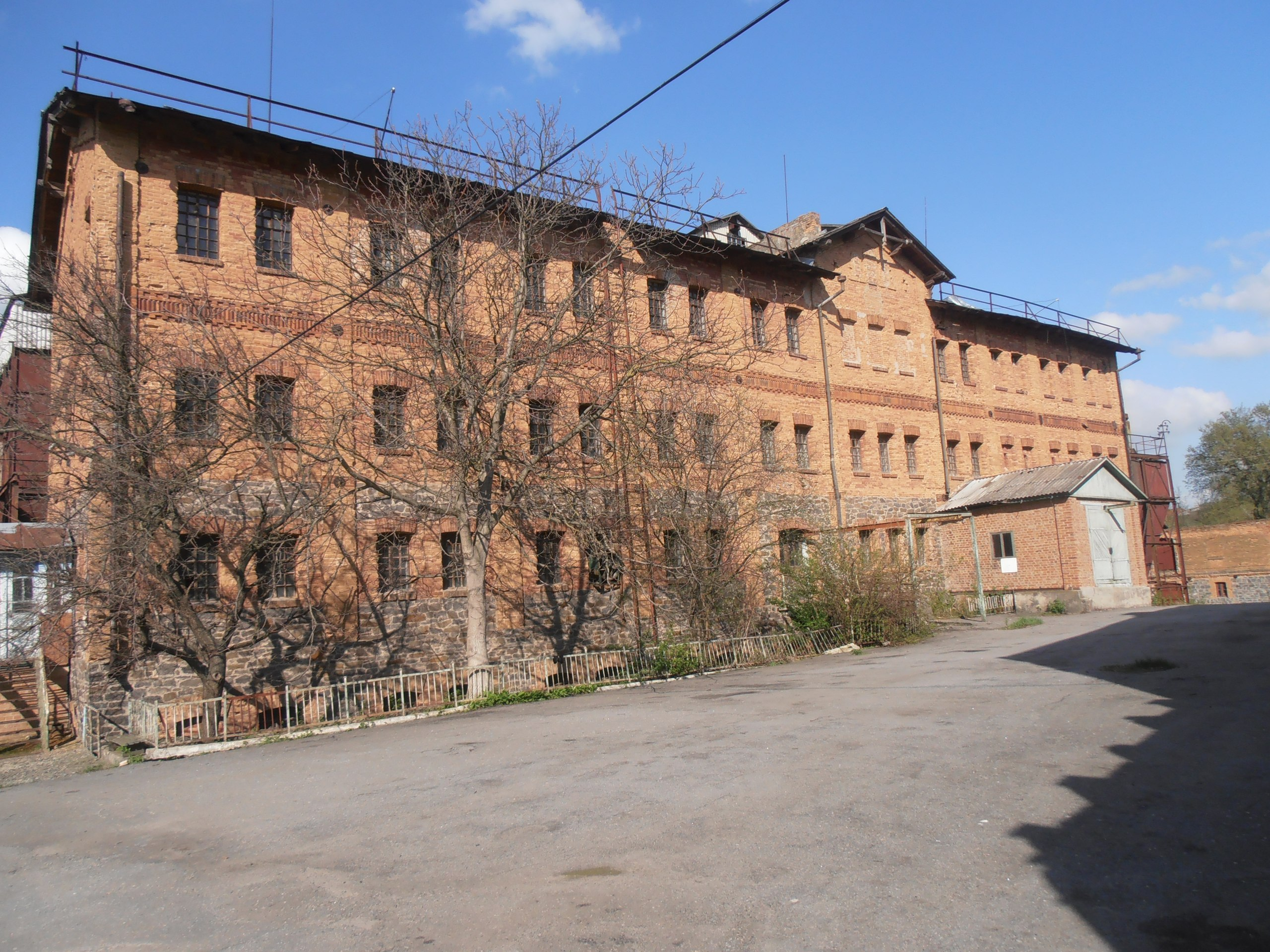
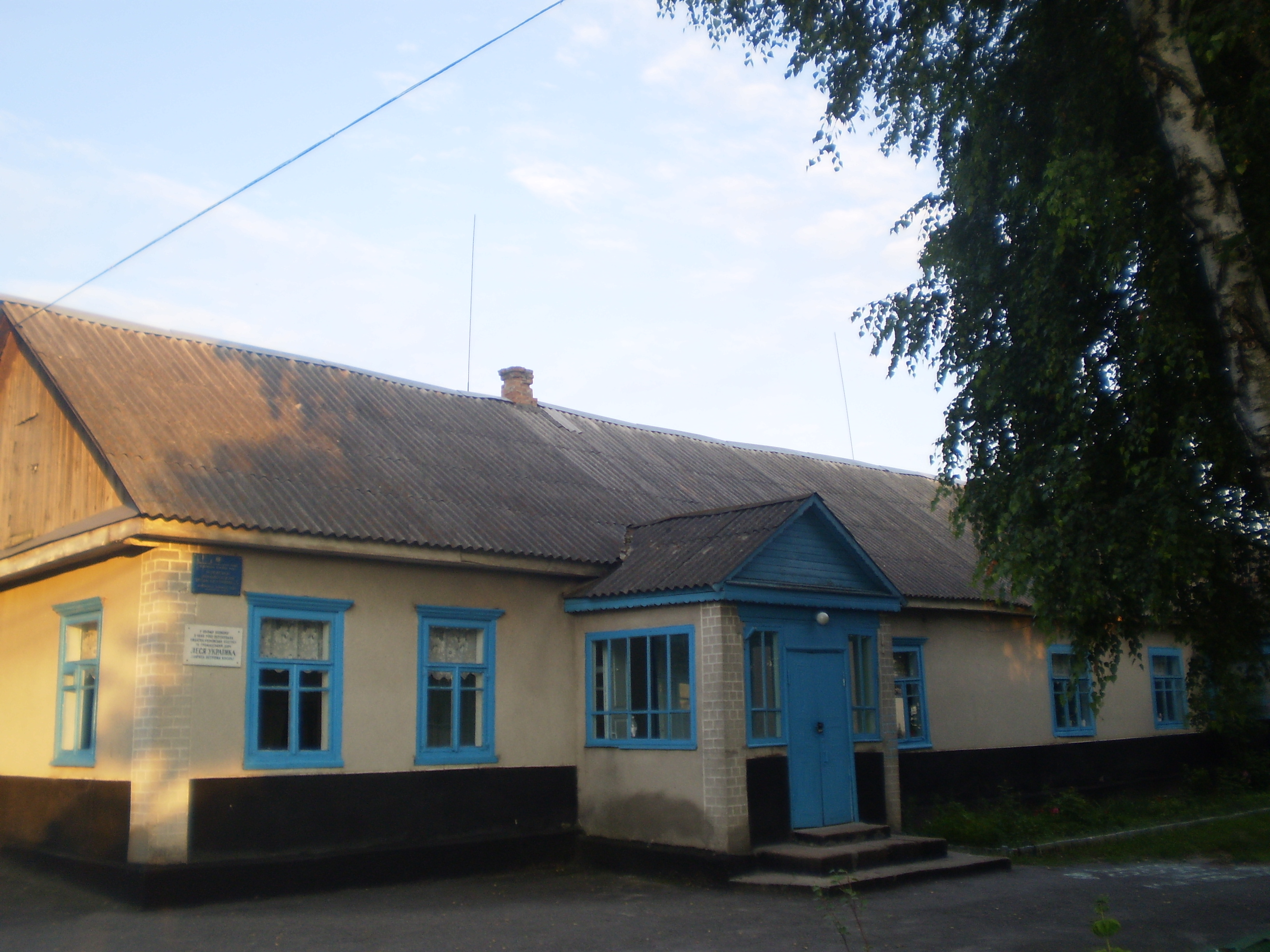
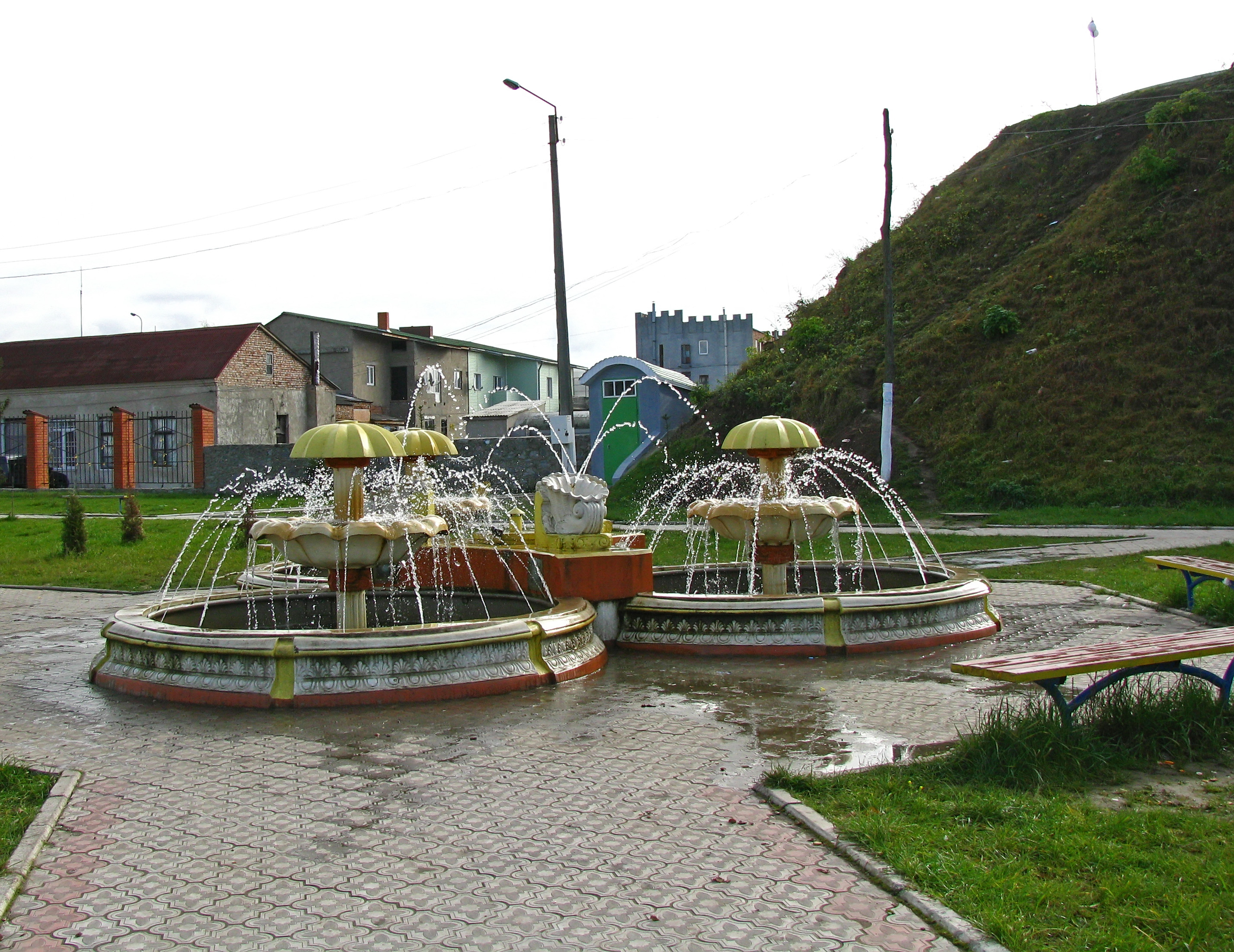

## أعلام
- شموئيل ميقونيس